# Gerry Cowper
Geraldine Cowper, född 23 juni 1958 i London, är en engelsk skådespelare. Hon har bland annat medverkat i den brittiska såpoperan Eastenders och den kultförklarade skräckfilmen Dödlig skörd (1973).